# Keith McCord
Keith Rennae McCord (nacido el 22 de junio de 1957 en Birmingham, Alabama) es un exjugador de baloncesto estadounidense que jugó una temporada en la NBA. Con 1,98 metros de estatura, jugaba en la posición de base.

## Trayectoria deportiva

### Universidad
Jugó durante tres temporadas con los Crimson Tide de la Universidad de Alabama, donde tuvo pocas opciones de juego, siendo transferido el último año a los Blazers de la Universidad de Alabama en Birmingham, promediando en total 8,7 puntos y 3,5 rebotes por partido. En esa última temporada fue incluido en el mejor quinteto de la Sun Belt Conference, tras promediar 18,2 puntos y 7,2 rebotes. Posee el récord de la UAB de más tiros libres anotados de forma consecutiva, con 14.

### Profesional
Fue elegido en el puesto 198 del Draft de la NBA de 1979 por Philadelphia 76ers, pero no fue hasta el año siguiente cuando debutó en la liga, cuando firmó como agente libre un contrato de diez días con los Washington Bullets, con los que únicamente disputó dos partidos en los que promedió 2,0 puntos y 1,0 rebotes.

## Estadísticas de su carrera en la NBA

### Temporada regular
| Temporada | Edad | Equipo             | Liga | P | TIT | MIN | TC  | TCA | %TC  | 3P  | 3PA | %3P | TL  | TLA | %TL | R.OF. | R.DEF. | REB | ASIS | ROB | TAP | PER | FP  | PTS |
| 1980-81   | 23   | Washington Bullets | NBA  | 2 |     | 4.5 | 1.0 | 2.0 | .500 | 0.0 | 0.0 |     | 0.0 | 0.0 |     | 0.5   | 0.5    | 1.0 | 0.5  | 0.0 | 0.0 | 1.0 | 0.0 | 2.0 |
| Total     |      |                    | NBA  | 2 |     | 4.5 | 1.0 | 2.0 | .500 | 0.0 | 0.0 |     | 0.0 | 0.0 |     | 0.5   | 0.5    | 1.0 | 0.5  | 0.0 | 0.0 | 1.0 | 0.0 | 2.0 |